# David D'Or

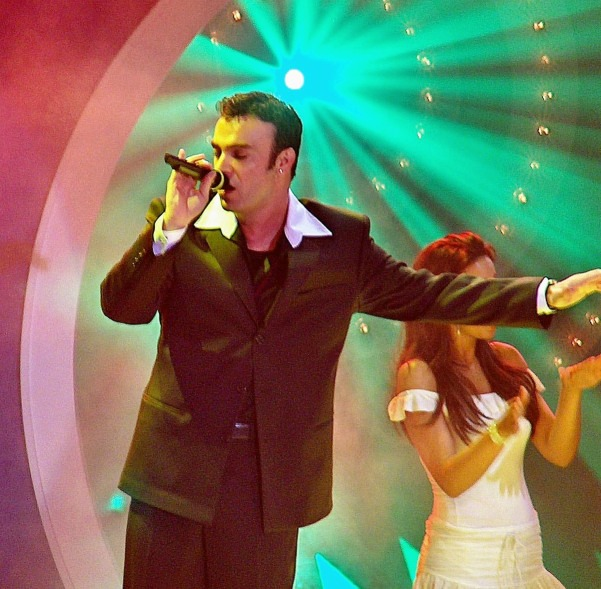
David D'Or sjunger i Istanbul.

David D'Or, egentligen David Nehaisi, född 2 oktober 1965 i Holon, är en israelisk kontratenor. Han har studerat vid the Jerusalem Music Academy. Efter sin tjänstgöring i israeliska armén som en del av en underhållningsgrupp har han bland annat deltagit i flera produktioner vid Israels nationalteater.
1995 sjöng han för påven Johannes Paulus II vid en konsert i Vatikanstaten. Konserten sändes i TV och visades över hela världen.
Den 12 maj 2004 sjöng David D'Or för Israel i Eurovision Song Contests semifinal med bidraget Leha'amin - To Believe. Det var en popballad med inslag av opera. Bidraget lyckades inte ta sig till final och kom på elfteplats med 57 poäng och missade finalen med 14 poäng.

## Diskografi
- 1992 David D'Or
- 1993 Begovah Mishtaneh
- 1995 David & Shlomo
- 1997 David D'Or & Etti Ankri
- 2001 Baneshama
- 2003 David D'Or VehaPhilharmonic
- 2004 Le Haamin
- 2006 Kmo HaRuach
- 2007 Ofa'a Haia
- 2007 Halelu—Shirim Shel David - Cantata LeShalom
- 2008 Shirat Rabim
- 2008 Voice of Love